# Rebecca Netzler
Rebecca Netzler est une skippeuse suédoise née le 22 juillet 1995 à Östersund. Elle a remporté avec Vilma Bobeck la médaille d'argent du 49er FX aux Jeux olympiques d'été de 2024, organisés à Paris.